# Nuri Forga Llenas
Nuri Forga Llenas (Palafrugell, 30 d'agost de 1952) és una empresària catalana. Filla de Miquel Forga Carreras, de Figueres, i Maria Rosa Llenas Avellí de Palafrugell, va estudiar als col·legis Vedruna i Sant Jordi de Palafrugell. Als 15 anys, acabat el batxillerat, va començar a treballar en el negoci familiar: la Drogueria Forga al carrer de Cavallers de Palafrugell, especialitzada en productes de neteja i restauració, pintures i belles arts.
Es va casar l'any 1974 amb Oleguer Frigola Juscafresa, empleat de banca, que en la darrera etapa de l'establiment també col·laboraria en el negoci.
La drogueria havia obert les seves portes l'any 1849, regentada per Maties Serra Gallart; d'aquí ve el nom popular de can Maties, que sempre va acompanyar l'establiment. L'any 1950 Miquel Forga Carreras, el seu pare, que havia treballat a Figueres en una drogueria del seu oncle, aprenent l'ofici, es va fer càrrec de l'establiment.
La Drogueria Forga ha rebut diverses distincions:
- 1993: reconeixement a la continuïtat comercial per part de la Cambra Oficial de Comerç, Indústria i Navegació de Palamós.[1]
- 2005: Establiment centenari per part de la Generalitat de Catalunya.[7]
- 2015: Reconeixement per haver complert 165 anys d'història per part de la Generalitat de Catalunya.[7]
- 2018: Diploma al mèrit ciutadà per part de l'Ajuntament de Palafrugell.[8][9]

Nuri Forga ha dirigit la drogueria des de l'any 1990 fins al tancament per jubilació el març de 2018.